# Microstylum anovense
Microstylum anovense là một loài ruồi trong họ Asilidae. Microstylum anovense được Oldroyd miêu tả năm 1980.